# Саудівська Аравія на літніх Олімпійських іграх 2016
Саудівська Аравія на літніх Олімпійських іграх 2016 була представлена 11 спортсменами в 5 видах спорту. Жодної медалі олімпійці Саудівської Аравії не завоювали.

## Спортсмени
| Дисципліна     | Чоловіки | Жінки | Разом |
| -------------- | -------- | ----- | ----- |
| Легка атлетика | 4        | 2     | 6     |
| Фехтування     | 0        | 1     | 1     |
| Дзюдо          | 1        | 1     | 2     |
| Стрільба       | 1        | 0     | 1     |
| Важка атлетика | 1        | 0     | 1     |
| Разом          | 7        | 4     | 11    |

## Легка атлетика
Легкоатлети Саудівської Аравії кваліфікувались у наведених нижче дисциплінах (не більш як по 3 спортсмени в кожній дисципліні):
Легенда
- Примітка – для трекових дисциплін місце вказане лише для забігу, в якому взяв участь спортсмен
- Q = пройшов у наступне коло напряму
- q = пройшов у наступне коло за добором (для трекових дисциплін - найшвидші часи серед тих, хто не пройшов напряму; для технічних дисциплін - увійшов до визначеної кількості фіналістів за місцем якщо напряму пройшло менше спортсменів, ніж визначена кількість)
- NR = Національний рекорд
- N/A = Коло відсутнє у цій дисципліні
- Bye = спортсменові не потрібно змагатися у цьому колі

Чоловіки
Трекові і шосейні дисципліни
| Спортсмен              | Дисципліна | Попередній забіг | Попередній забіг | Чвертьфінал | Чвертьфінал | Півфінал        | Півфінал        | Фінал           | Фінал           |
| Спортсмен              | Дисципліна | Результат        | Місце            | Результат   | Місце       | Результат       | Місце           | Результат       | Місце           |
| ---------------------- | ---------- | ---------------- | ---------------- | ----------- | ----------- | --------------- | --------------- | --------------- | --------------- |
| Абдулла Абкар Мохаммед | 100 м      | Bye              | Bye              | 10.26       | 5           | Завершив виступ | Завершив виступ | Завершив виступ | Завершив виступ |
| Тарік Ахмед Аль-Амрі   | 5000 м     | 14:26.90         | 21               | Н/Д         | Н/Д         | Н/Д             | Н/Д             | Завершив виступ | Завершив виступ |
| Мухлід Аль-Отаібі      | 5000 м     | 14:18.48         | 21               | Н/Д         | Н/Д         | Н/Д             | Н/Д             | Завершив виступ | Завершив виступ |

Технічні дисципліни
| Спортсмен                 | Дисципліна    | Кваліфікація       | Кваліфікація | Фінал              | Фінал           |
| Спортсмен                 | Дисципліна    | Результат у метрах | Місце        | Результат у метрах | Місце           |
| ------------------------- | ------------- | ------------------ | ------------ | ------------------ | --------------- |
| Султан Мубарак Аль-Давуді | метання диска | 54.34              | 33           | Завершив виступ    | Завершив виступ |

Жінки
Трекові і шосейні дисципліни
| Спортсменка         | Дисципліна | Попередній забіг | Попередній забіг | Чвертьфінал      | Чвертьфінал      | Півфінал         | Півфінал         | Фінал            | Фінал            |
| Спортсменка         | Дисципліна | Результат        | Місце            | Результат        | Місце            | Результат        | Місце            | Результат        | Місце            |
| ------------------- | ---------- | ---------------- | ---------------- | ---------------- | ---------------- | ---------------- | ---------------- | ---------------- | ---------------- |
| Каріман Абулджадаєл | 100 м      | 14.61 NR         | 7                | Завершила виступ | Завершила виступ | Завершила виступ | Завершила виступ | Завершила виступ | Завершила виступ |
| Сара Аттар          | Марафон    | Н/Д              | Н/Д              | Н/Д              | Н/Д              | Н/Д              | Н/Д              | 3:16:11          | 132              |

## Фехтування
Саудівська Аравія делегувала на Олімпійські ігри одну фехтувальницю, повернувшись на змагання в цьому виді спорту від часів Олімпіади 1992. Лубна Аль-Омаїр отримала виняткове універсальне місце, яке має сприяти рівності на Олімпійських іграх.
| Спортсмен       | Дисципліна                   | Раунд 1/64               | Раунд 1/32         | Раунд 1/16         | Чвертьфінал        | Півфінал           | Фінал / БМ         | Фінал / БМ       |
| Спортсмен       | Дисципліна                   | Суперник Результат       | Суперник Результат | Суперник Результат | Суперник Результат | Суперник Результат | Суперник Результат | Місце            |
| --------------- | ---------------------------- | ------------------------ | ------------------ | ------------------ | ------------------ | ------------------ | ------------------ | ---------------- |
| Лубна Аль-Омаїр | індивідуальна рапіра (жінки) | Таіс Рошель (BRA) L 0–15 | Завершила виступ   | Завершила виступ   | Завершила виступ   | Завершила виступ   | Завершила виступ   | Завершила виступ |

## Дзюдо
Саудівська Аравія делегувала на Олімпійські ігри двох дзюдоїстів. Сулейман Хамад у категорії до 66 кг кваліфікувався за континентальною квотою від Азійського регіону, як саудівський дзюдоїст з найвищим рейтингом поза межами прямого потрапляння через світовий рейтинг-лист IJF станом на 30 травня 2016. Натомість, Джуд Фахмі в категорії до 52 отримала виняткове універсальне місце, яке має сприяти рівності на Олімпійських іграх.
Ізраїльські ЗМІ звинуватили Фахмі, що вона навмисне відмовилась виходити на свій поєдинок, щоб не боротися проти ізраїльської дзюдоїстки Гілі Коен у другому раунді. Фахмі, саудівське агентство новин Al Arabiya і саудівська олімпійська делегація на це відповіли, що насправді вона відмовилась через травму рук, якої зазнала під час тренування. Однак, такі ЗМІ як Channel 2 (Ізраїль), повідомили, що вона не була травмованою. Джим Ністо, який тренував її перед Олімпіадою, також назвав підозрілим факт, що вона травмувалася перед самим поєдинком, оскільки провідні дзюдоїсти не борються перед самим стартом. Він сказав "Мені її шкода. Дозвольте їй боротися — навіть якщо вона програє за 10 секунд. Вона тренувалася в поті чола майже рік, щоб потрапити сюди."
| Спортсмен      | Категорія           | Раунд 1/64         | Раунд 1/32                             | Раунд 1/16         | Чвертьфінали       | Півфінали          | Втішний поєдинок   | Фінал / БМ         | Фінал / БМ       |
| Спортсмен      | Категорія           | Суперник Результат | Суперник Результат                     | Суперник Результат | Суперник Результат | Суперник Результат | Суперник Результат | Суперник Результат | Місце            |
| -------------- | ------------------- | ------------------ | -------------------------------------- | ------------------ | ------------------ | ------------------ | ------------------ | ------------------ | ---------------- |
| Сулейман Хамад | до 66 кг (чоловіки) | Bye                | Давадоржійн Тумурхулег (MGL) L 000–100 | Завершив виступ    | Завершив виступ    | Завершив виступ    | Завершив виступ    | Завершив виступ    | Завершив виступ  |
| Джуд Фахмі     | до 52 кг (жінки)    | Н/Д                | Крістіанна Лежентіл (MRI) L 000–100    | Завершила виступ   | Завершила виступ   | Завершила виступ   | Завершила виступ   | Завершила виступ   | Завершила виступ |

## Стрільба
Саудівська Аравія виставила одного спортсмена на змагання зі стрільби з пістолета, завдяки його найкращому результату на Азійському олімпійському кваліфікаційному турнірі 2016, що пройшов у Нью-Делі (Індія), оскільки він виконав мінімальний кваліфікаційний норматив (MQS) до 31 березня 2016 року.
| Спортсмен        | Дисципліна                                  | Кваліфікація | Кваліфікація | Фінал           | Фінал           |
| Спортсмен        | Дисципліна                                  | Очки         | Місце        | Очки            | Місце           |
| ---------------- | ------------------------------------------- | ------------ | ------------ | --------------- | --------------- |
| Аталла Аль-Аназі | пневматичний пістолет, 10 метрів (чоловіки) | 573          | 32           | Завершив виступ | Завершив виступ |
| Аталла Аль-Аназі | пістолет, 50 метрів (чоловіки)              | 550          | 20           | Завершив виступ | Завершив виступ |

Пояснення до кваліфікації: Q = Пройшов у наступне коло; q = Кваліфікувався щоб змагатись у поєдинку за бронзову медаль

## Важка атлетика
Саудівська Аравія делегувала на Олімпійські ігри одного важкоатлета, завдяки тому, що саудівська збірна посіла одне з перших семи місць на Чемпіонаті Азії 2016.
| Спортсмен          | Категорія           | Ривок     | Ривок | Поштовх   | Поштовх | Загалом | Місце |
| Спортсмен          | Категорія           | Результат | Місце | Результат | Місце   | Загалом | Місце |
| ------------------ | ------------------- | --------- | ----- | --------- | ------- | ------- | ----- |
| Мосен Аль Духайліб | до 69 кг (чоловіки) | 135       | 20    | 162       | 17      | 297     | 17    |